# Lewisham
Lewisham – dzielnica Londynu, leżąca w gminie London Borough of Lewisham. Lewisham jest wspomniana w Domesday Book (1086) jako Levesham.